# Jean-Laurent Mosnier
Jean-Laurent Mosnier, född 1743 i Paris, död 10 april 1808 i Sankt Petersburg, var en fransk målare. Han var hovmålare hos Ludvig XVI och Marie-Antoinette mellan 1776 och 1790. Mosnier flydde Frankrike 1790 på grund av den franska revolutionen och var efter det verksam i London, Berlin och Sankt Petersburg. I Ryssland porträtterade han flera medlemmar av den ryska adeln såväl som den ryska tsarfamiljen, bland andra Elisabeth Alexejevna, tsar Alexander I:s gemål.

## Målningar i urval

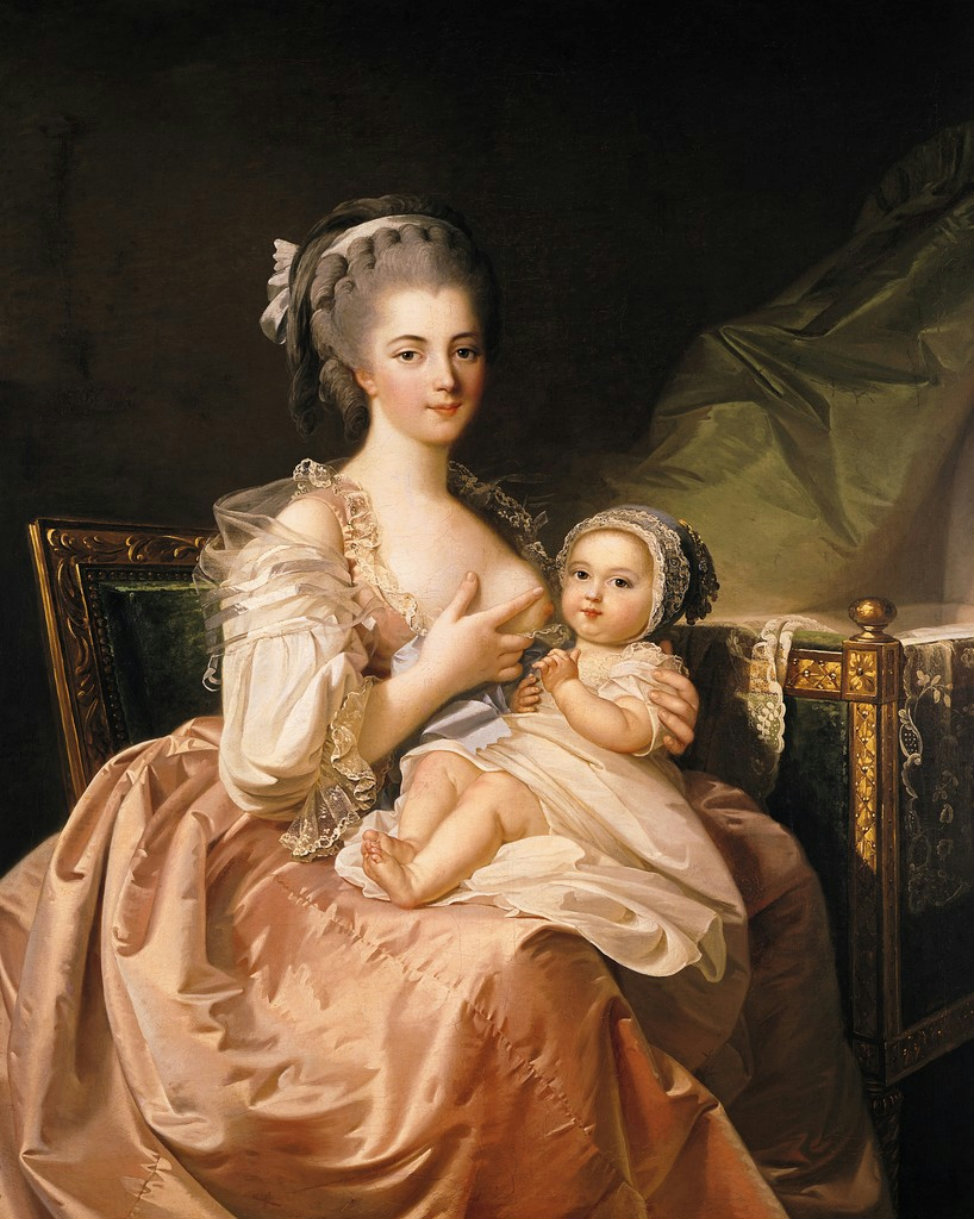
Den unga modern (cirka 1775).
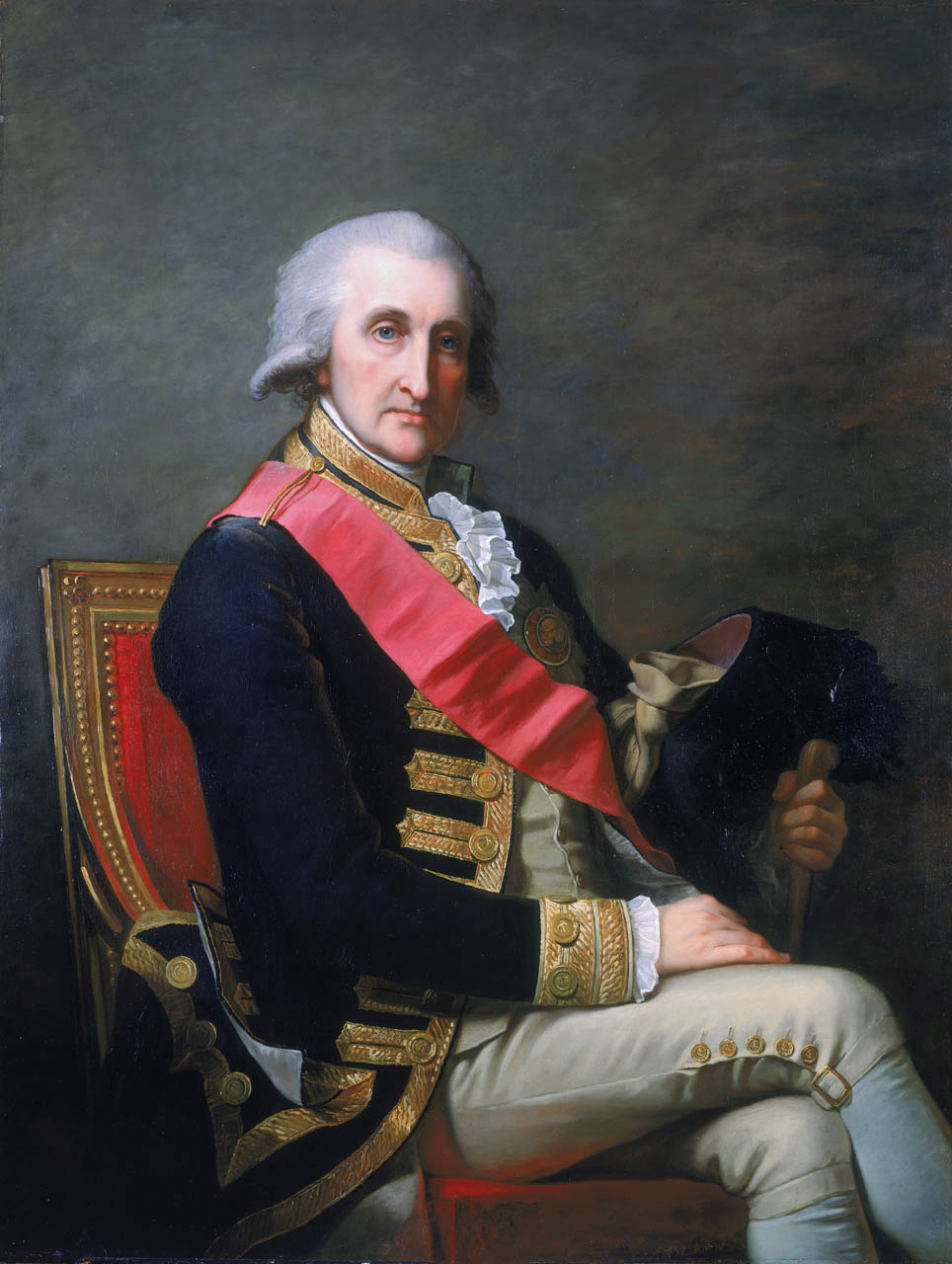
Porträtt föreställande amiral George Rodney (1791).
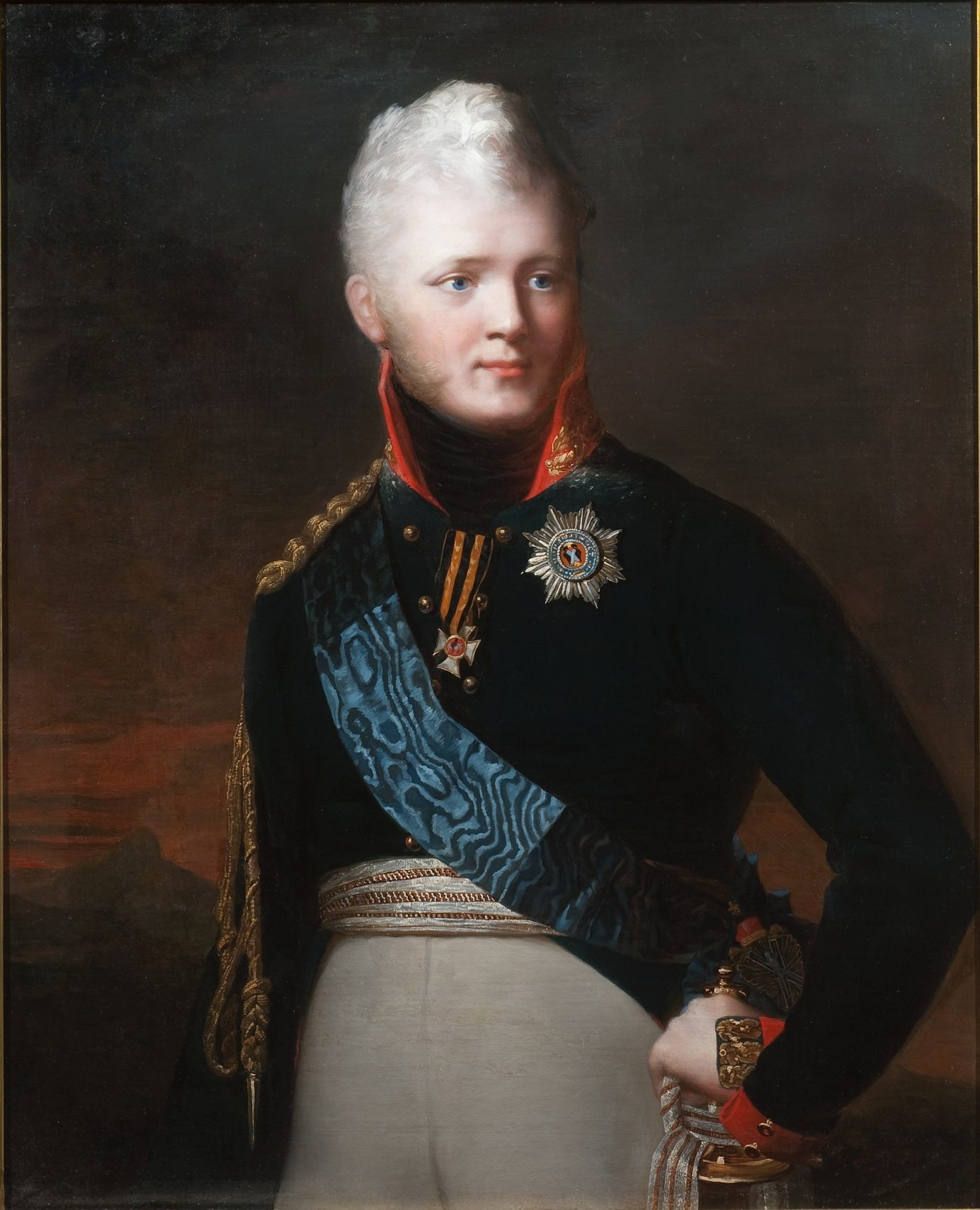
Porträtt föreställande Alexander I av Ryssland (cirka 1806).
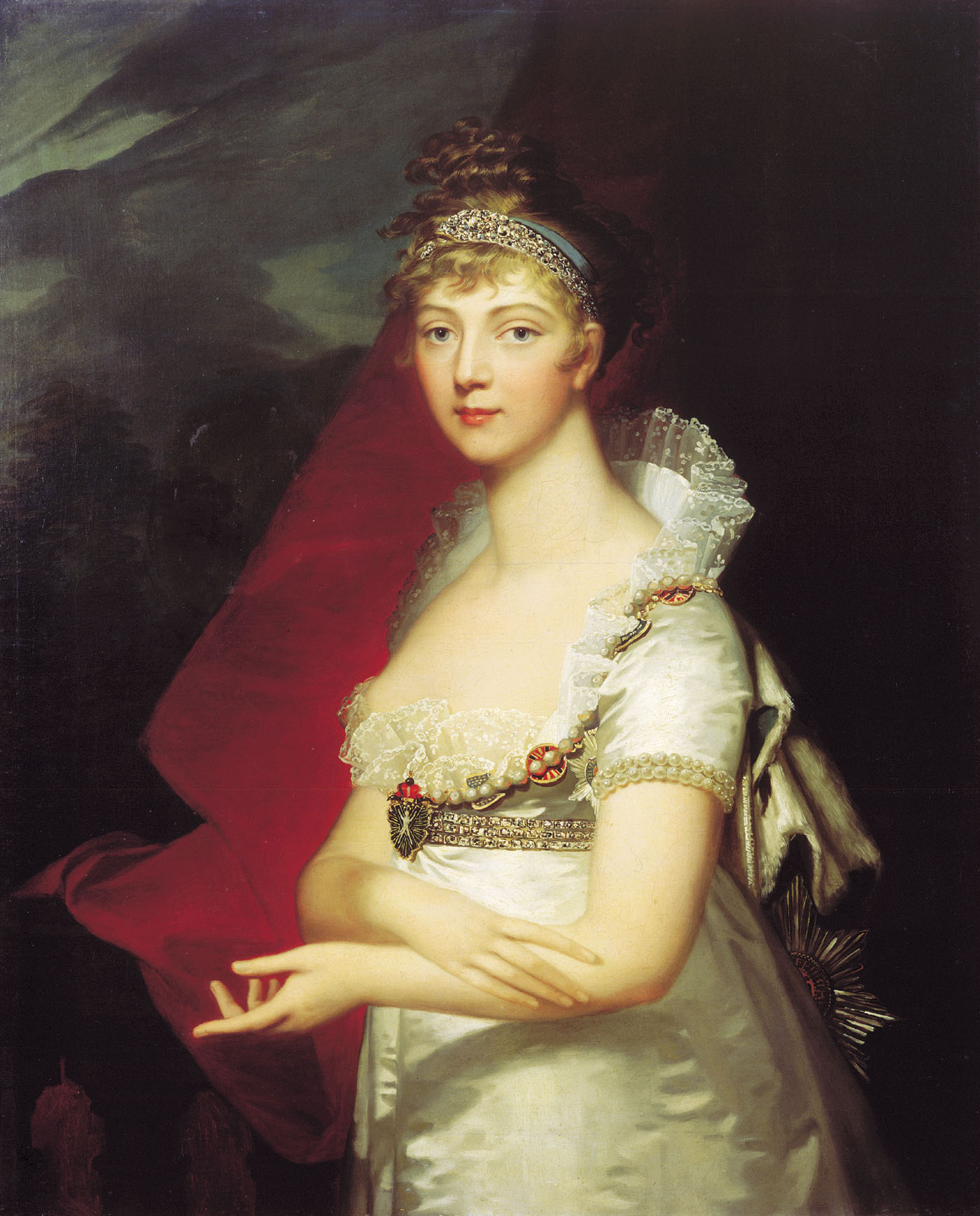
Porträtt föreställande Elisabeth Alexejevna (1807).